# Pfarrkirche Engabrunn

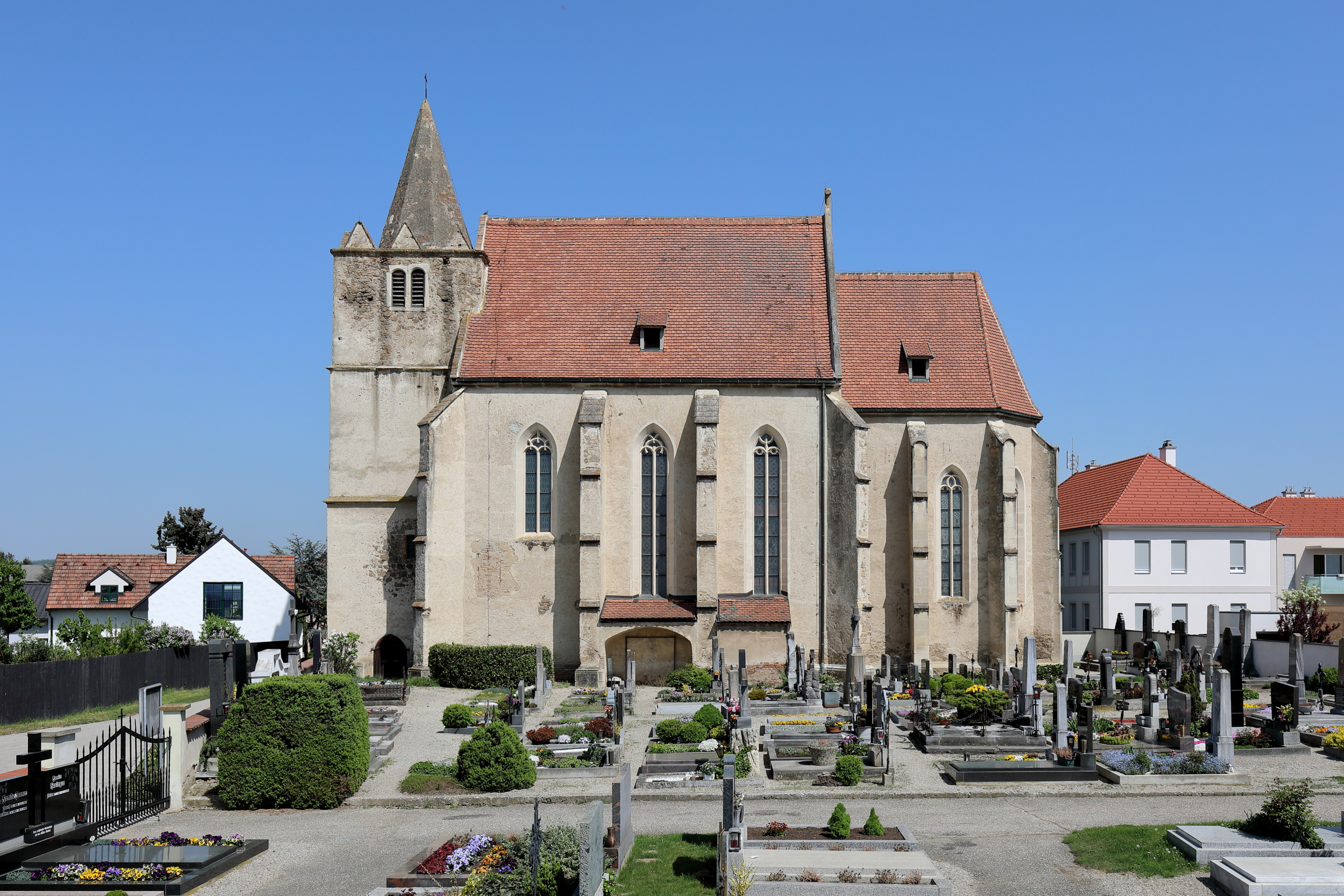
Katholische Pfarrkirche hl. Sebastian in Engabrunn

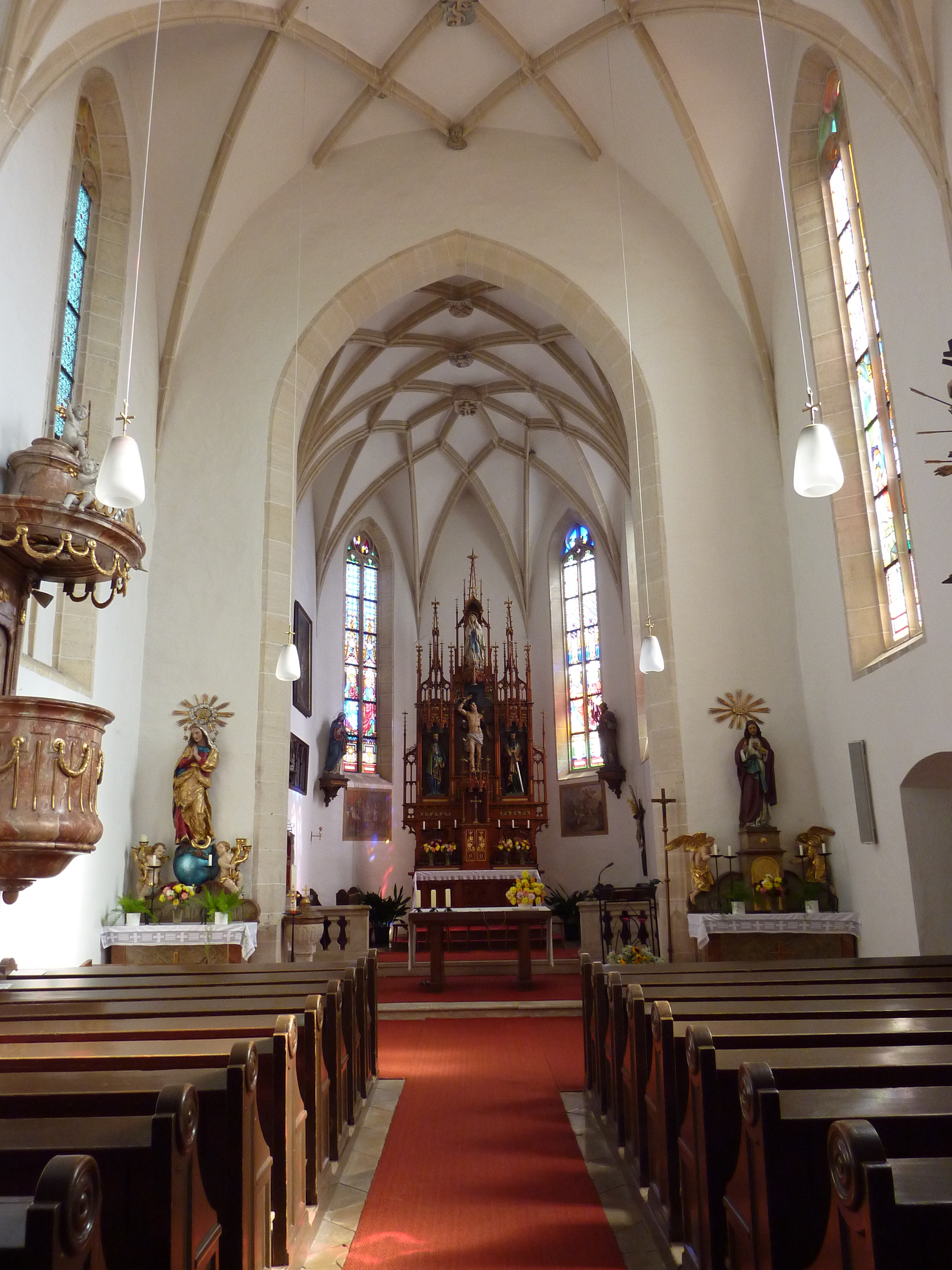
Langhaus, Blick zum Chor

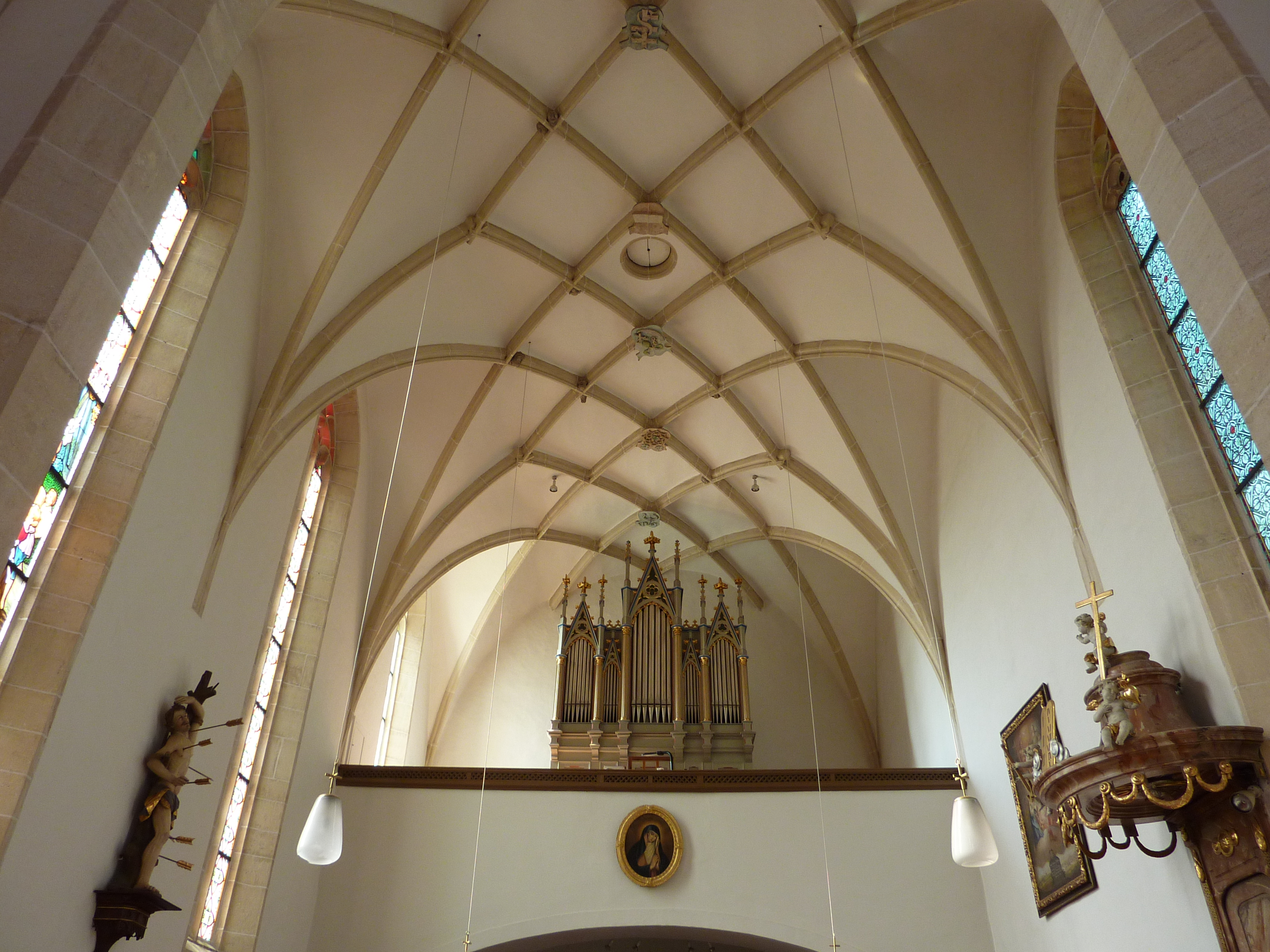
Langhaus, Blick zur Orgelempore

Die Pfarrkirche Engabrunn steht etwas erhöht am Südrand des Ortes Engabrunn in der Marktgemeinde Grafenegg im Bezirk Krems-Land in Niederösterreich. Die dem Patrozinium hl. Sebastian unterstellte römisch-katholische Pfarrkirche gehört zum Dekanat Hadersdorf im Vikariat Unter dem Manhartsberg der Erzdiözese Wien. Die Kirche steht unter Denkmalschutz (Listeneintrag).

## Geschichte
Urkundlich wurde 1465 und 1497 eine Kapelle genannt. Seit dem Ende des 15. Jahrhunderts war die Kirche ein lokales Wallfahrtsziel. Von 1501 bis 1513 entstand eine einheitliche spätgotische Saalkirche, die 1522 geweiht wurde. 1760 wurde in Engabrunn ein Pfarrvikariat eingerichtet und 1788 dem Stift Herzogenburg inkorporiert. 1866 erfolgte die Erhebung zu einer Pfarrkirche.
Der ursprünglich nördlich der Kirche auf dem heutigen Kirchenplatz gelegene Friedhof wurde 1787 an die Südseite verlegt.

## Architektur
Der spätgotische Saalbau mit einem eingezogenen Chor hat einen gedrungenen Westturm. Dieser im Westen vorgestellte wuchtige dreigeschoße Turm ragt nur bis zur Firsthöhe des Langhauses und zeigt eine Putzritzquadrierung der Ecken, hat Spitzbogenarkaden nord- und südseitig und hat im dritten Geschoß nord- und südseitig je ein gekuppeltes segmentbogiges Schallfenster und trägt über einer Bekrönung aus einem Kranz von Spitz- und Rundgiebeln einen achtseitigen gemauerten Pyramidenhelm.
Langhaus und Chor sind durch einheitlich zweibahnige Spitzbogenfenster mit jeweils unterschiedlichem Maßwerk geöffnet und werden durch dreifach abgetreppte Strebepfeiler gestützt. Das dreijochige Langhaus ist nordseitig im mittleren Joch durch ein 1972 freigelegtes, reich verstäbtes Schulterbogenportal zugänglich. Daneben ist im östlichen Joch ein mit 1522 bezeichnetes, reliefiertes Wappen mit Weinhauerwerkzeug angebracht. Am Strebepfeiler ist ein Maskengesicht mit Astwerkstab zu sehen. Über der chorseitigen Giebelwand befindet sich ein Astwerkkreuz. Der eingezogene, einjochige Chor hat einen Fünfachtelschluss. Nördlich ist die zweijochige Sakristei des 16. Jahrhunderts angebaut.
Die Turmvorhalle mit einem Tonnengewölbe war ursprünglich wohl offen und hat ein spitzbogiges reich verstäbtes Portal mit der Jahresangabe 1501 in den Kirchenraum.
Die Glasmalerei der drei Fenster im Chorraum zeigt die Apostel Peter und Paul und die vier Evangelisten.

## Ausstattung
Der Hochaltar als neugotischer geschnitzter Altar wurde 1906 geweiht und trägt die Statuen Sebastian, Peter und Paul und im Gesprenge Maria. Neben dem Volksaltar von 1966 steht das alte Taufbecken. Gleich daneben ist das ehemalige gotische Sakristeiportal mit dem Gnadenbild Prager Jesulein in einer Vitrine.
Die Orgel baute Friedrich Heftner (1988) mit 10 Registern im Gehäuse aus 1883. Das Zügenglöckerl ist aus 1923. Das Geläut wurde 1948 wiederhergestellt.